# Juan de Segovia
Juan Alfonso de Segovia oder Johannes von Segovia (* um 1395 in Segovia; † 14. Mai 1458 in Aiton, Savoyen) setzte sich als spanischer Theologe des 15. Jahrhunderts für die Position der Basler Konziliaristen ein und damit gegen die Oberhoheit des Papstes über das Konzil.

## Leben
Juan wurde um 1395 in Segovia in Spanien geboren und studierte an der Universität Salamanca Artes und Theologie. Nachdem er 1422 seinen Magister der Theologie abgelegt hatte, stieg er bald zu einem der einflussreichsten Professoren der Universität von Salamanca auf. So vertrat er diese bei den Verhandlungen über ihre Satzungen in Rom. 1432 wurde er von der Universität und König Johann II. von Kastilien als ihr Repräsentant zum Basler Konzil geschickt. Dort bewährte er sich als fähigster Verteidiger der Rechte des Konzils gegenüber dem Papst. Daneben verteidigte er auch die Lehre von der Unbefleckten Empfängnis Marias, debattierte mit den orthodoxen Christen aus Griechenland über die processio Spiritus sancti und mit den Hussiten über die communio sub utraque specie.
Als entschiedener Verfechter des Konziliarismus versuchte er zunächst den Konflikt zwischen Konzil und Papst Eugen IV., den er aus Florenz um 1435 noch kannte, zu beruhigen. Später wurde er aber einer der Hauptunterstützer der revolutionären Fraktion des Konzils. Er war anwesend, als das Konzil den Papst als „hartnäckig“ bezeichnete (28. Sitzung, am 1. Oktober 1437) und auch als der Papst zum Häretiker deklariert wurde (33. Sitzung, am 16. Mai 1439). Im März 1439 vertrat Juan de Segovia das Konzil in Mainz. Nachdem Papst Eugen IV. vom Konzil seines Amtes enthoben worden war, wurde er in das Komitee berufen, welches die Theologen aussuchen sollte, die den neuen Papst zu wählen hatten. Und so wurde er auch einer der 33 Theologen, die am 5. November 1439 den Herzog Amadeus VIII. „den Friedfertigen“ von Savoyen zum historisch letzten so genannten Gegenpapst Felix V. wählten.
Dafür ernannte dieser Segovia am 12. Oktober 1440 zum Kardinal. Segovia vertrat Felix V. auf der Nationalversammlung von Bourges im selben Jahr, auf den Reichstagen in Mainz 1441 und in Frankfurt 1442. Als das Schisma 1449 endete, trat er von seinem Kardinalsamt zurück und wurde vom neuen „gemeinsamen“ Papst Nikolaus V. zum Titularerzbischof von Caesarea, das heißt ohne Aufgabenbereich, ernannt. Aus der Zurückgezogenheit des spanischen Klosters Aiton in Savoyen verfasste Segovia den Großteil seiner bis heute erhaltenen Schriften, die er der Bibliothek der Universität Salamanca vermachte. In diesen Jahren korrespondierte er auch mit führenden Theologen und Humanisten seiner Zeit, unter anderen Nikolaus von Kues, Jean Germain (1400–1460), Bischof von Chalon-sur-Saone und Enea Silvio Piccolomini. Segovia verstarb in Aiton im Jahre 1459.

## Werk und Beitrag zur politischen Theorie
Segovias wichtigste Schrift Historia generalis concilii Basiliensis ist eine umfangreiche Geschichte des Basler Konzils. In diesem Zusammenhang stehen auch ein paar Schriften zur Verteidigung der Oberhoheit eines allgemeinen Konzils über den Papst. Zu seinen anderen Werken gehören eine Abhandlung über die Konzeption Unbefleckten Empfängnis der heiligen Jungfrau Maria, eine Auseinandersetzung mit dem Islam auf Basis der Übersetzung des Koran durch Robert von Ketton De gladio divini spiritus in corda mittendo Saracenos, die stark für einen friedlichen Dialog mit den Muslimen plädiert, und eine Verteidigung des „Filioque“ gegen die Orthodoxen in De processu Spiritus Sancti.
Segovia benutzte althergebrachte juristische Denkmodelle, um zu beweisen, dass ein einzelner Mensch, egal wie sehr er andere Einzelne auch an Klugheit und Fleiß zu übertreffen vermag, dennoch auch als Herrscher (presidens) nicht der Gesamtheit der von ihm Beherrschten überlegen sein kann. Daher könne auch der Papst nicht über dem Konzil stehen.
Wer zum Leiter einer Menge wird, „zieht eine öffentliche Person an […] Weil er zwei Personen darstellt, ist er wohl noch eine Privatperson, auf Grund einer Rechtsfiktion aber ist er eine öffentliche Person.“ Man folge den Befehlen des Herrschers und seinen Gerichtsurteilen wegen dieser Fiktion, und weil dies dem gemeinen Wohl dient. Für die Kanonisten und die Juristen des Römischen Rechts war die persona ficta bloß Träger bestimmter öffentlicher Rechte. Segovia nutzt diese Rechtsfiktion nun zur Betonung einer „Herrscherrolle, die ihren Träger vor einer anderen Erscheinungsform des Gesamtwillens, dem Repräsentativorgan des Konzils, zurücktreten lässt.“ Er sah im Übergang von der Oberhoheit des Papstes zur Oberhoheit des Konzils, dem nun volle Rechtsprechungsgewalt (iurisdictio), auch ohne und gegen den Papst, zugesprochen wurde, einen Fortschritt hin zu mehr Tugendhaftigkeit.
Zu den sich schon zu Segovias Lebzeiten, durch die seit dem Spätmittelalter aufbrechenden ständischen Verfassungskämpfe, zeigenden neuen Problemen der Herrschaftsrechtfertigung, liefert sein Werk keine Anregungen. So wirkten, trotz der großen Verbreitung seiner und anderer konziliaren Argumentationen im 15. Jahrhundert, diese kaum auf die Ständekämpfe des 15. und 16. Jahrhunderts ein.

## Wortgetreue Koranübersetzung
Zusammen mit dem muslimischen Rechts- und Korangelehrten Yça Gidelli, Gemeindevorsteher der muslimischen Mudéjar-Gemeinde von Segovia, unternahm Juan de Segovia ab 1456, drei Jahre nach dem Fall Konstantinopels, eine wortgetreue Koranübersetzung. In der damals dreihundert Jahre alten Lateinübersetzung des Robert von Ketton waren Segovia Übersetzungsfehler und Lücken aufgestoßen. Bei seiner Übersetzung wollte Segovia nicht (mehr) im Sinne einer cusanischen pia interpretatio fromm interpretieren, sondern beabsichtigte, den Stil des arabischen Originals auch im Lateinischen zu erhalten. Der Koran galt – und gilt bis heute – wegen der vielen Mehrdeutigkeiten als unübersetzbar. Gidelli übersetzte vom Arabischen ins Spanische, Segovia vom Spanischen ins Lateinische. Um die semantische Worttreue zu erhalten, überschritt Segovia, der Philologe unter den Theologen, – so Reinhold F. Glei und Segovia selbst im Vorwort – stellenweise die von der lateinischen Grammatik gezogenen syntaktischen Grenzen. Das dreisprachige Werk gilt – mit Ausnahme des von Segovia an seinen Freund Enea Silvio Piccolomini verschickten Vorworts – als verschollen. 2010 publizierten Bochumer Wissenschaftler eine neu entdeckte, längere, eigenhändige Marginalie Segovias (Sure 5,110–115).